# Liceul Israelit din Timișoara
Liceul Israelit din Timișoara a fost o unitate de învățământ a comunității evreiești din Banat. Liceul a funcționat între anii 1919–1948, având un număr de c. 700 de elevi. Avea 4 clase gimnaziale pentru fete, 8 clase de liceu teoretic pentru băieți și 8 clase de liceu comercial (pentru băieți).
După 1948 în localul său a funcționat Liceul de Sport și Liceul de Arte Plastice.
În 2003 clădirile liceului au fost restituite organizației Caritatea, care în 2014 le-a vândut ca teren. Actualul proprietar dorește o dezvoltare urbană care presupune demolarea clădirilor, fapt care a stârnit numeroase controverse, atât cu privire la prezervarea patrimoniului istoric al Timișoarei, cât și despre ce urmează să se construiască în loc.

## Învățământul israelit în Timișoara
Prima mențiune privind învățământul israelit în Timișoara provine de pe piatra de mormânt a medicului Asriel Assael din cimitirul sefard din Timișoara, decedat în 1636. Copii erau instruiți în heder în Talmud (Tora), să citească, să scrie și să socotească.
În secolele al XVIII-lea și al XIX-lea până la 1867 învățământul avea la bază limba germană. Pe la mijlocul secolului al XIX-lea, in afara școlilor tradiționale religioase au funcționat intermitent la Timișoara câteva școli primare evreiești cu limba de predare germană. Din 1867, prin Legea naționalităților (Legea XLIV) evreii au fost considerați cetățeni maghiari de religie mozaică, iar Legea învățământului (Legea XXXVIII) prevedea obligativitatea alfabetizării, însă având ca limbă oficială de predare limba maghiară, ceea ce a dus la o asimilare rapidă a lor. Dorința de a evita o asimilare completă și unele manifestări antisemite au dus la necesitatea înființării unor școli proprii, laice, dar în care se preda limba ebraică, iudaismul și tradiția sărbătorilor evreiești. Însă societatea evreilor era divizată,  existau trei curente, care aveau poziții diferite: comunitatea neologă (modernistă — care recunoștea hotărârile Congresului comunităților evreiești din Ungaria și Transilvania, desfășurat la Pesta în 1868–1869), cea ortodoxă (tradiționalistă — care respingea aceste hotărâri) și cea status-quo ante, care se pronunța pentru păstrarea situației dinainte de congres. Predarea materiilor specifice, în special a religiei, diferea, astfel că școlile fiecărei comunități nu puteau fi decât confesionale, ceea ce le priva de susținerile de care beneficiau școlile de stat. Totuși, în 1917, din inițiativa profesorului Marmorek și cu sprijinul societății Hatikva, a luat ființă prima grădiniță evreiască, iar în anul următor, prima Școală Primară Israelită (cea din cartierul Iosefin), sub conducerea directorului Leopold Fleischer.
La sfârșitul Primului Război Mondial evreii din Banat și Transilvania s-au organizat în Uniunea Națională a Evreilor din Banat și Transilvania, organism care viza recunoașterea evreilor ca minoritate națională. Aceasta, în baza Declarației de la Alba Iulia, crea premiza instruirii în limba proprie, în speță ebraica. La cererea adresată Resortul Cultelor și Instrucțiunii din cadrul Consiliului Dirigent de președintele comunității, dr. av. Adolf Vértes, și în baza unei autorizații orale (aprobarea scrisă — autorizația Nr. 23527/1919 — va veni doar în 2 ianuarie 1920), la 4 octombrie 1919 și-a început activitatea Liceul Confesional Israelit, cu 650 de elevi, 401 băieți și 249 de fete (în clase mixte, sistem coeducație). Dintre aceștia 70 erau neevrei. Întrucât limba maternă a tuturor elevilor era maghiara, aceasta a fost desemnată drept limbă de predare, existând și ore de ebraică. Directorul liceului era dr. Victor Déznai. Neavând încă local propriu, cursurile se țineau în diverse localuri: Palatul Lloyd, sediul Comunității Evreiești din Cetate, clădirea Politehnicii de pe str. Telbisz și alte școli. Încă de la început au fost discuții, rabinii cereau ore de religie separate pentru cele trei comunități, cerință care a fost însă respinsă, adoptându-se o programă unică.
Însă școlile confesionale nu aveau drept de publicitate (diplomele eliberate de ele nu erau recunoscute). Acest drept era rezervat școlilor de stat; ca urmare s-au făcut demersuri ca liceul să devină de stat. Întrucât acum Banatul aparținea de România, pentru a deveni de stat liceul trebuia să se conformeze legislației României în domeniul educației. Cerințele erau: renunțarea la coeducație (clase separate de băieți și fete), limba statului (româna) ca limbă de predare (existau ore pentru alte limbi: ebraica, maghiara, germana și franceza, studiate ca limbi străine), profesorii să fie cetățeni români, limba română să fie predată de profesori de stat, să se respecte planul de învățământ de stat și reglementările în vigoare, predarea să se facă după manualele aprobate, să se asigure salariile și pensiile profesorilor care nu sunt de stat și să aibă local propriu.
Cel mai greu de îndeplinit a fost cerința limbii de predare. Elevii nu stăpâneau suficient nici limba română, nici cea ebraică pentru a studia diferitele materii. Limba română a fost considerată utilă pentru viitorul în România, iar cea ebraică pentru contactele din străinătate, iar limba maghiară a fost menținută ca limbă de tranziție. S-a hotărât ca din anul școlar 1926/1927 limba și literatura română, istoria și geografia României să fie predate în limba română; limba, literatura și istoria evreilor, precum și religia să se predea în limba ebraică; limba și literatura maghiară în această limbă, iar celelalte obiecte în limba română sau ebraică. Funcționarea liceului este confirmată de autorizațiile Nr. 51, 52 și 53/1928 eliberate de Ministerul Educației Naționale.

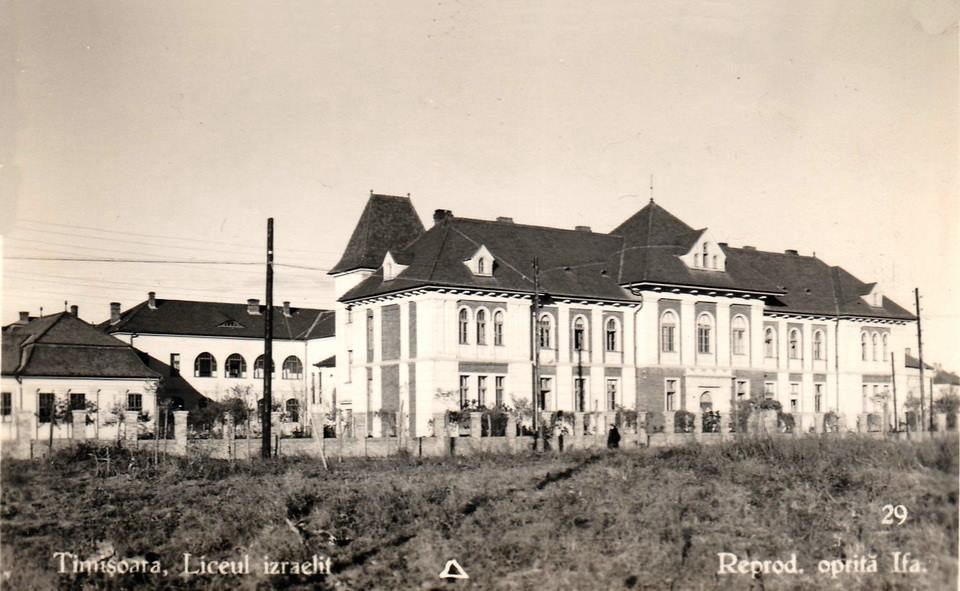
Clădirea internatului liceului în 1930. În spate apare parțial clădirea liceului.

O altă problemă majoră a fost asigurarea unui local propriu. În acest scop s-au făcut demersuri la primărie pentru achiziționarea unui teren de c. 8000 m², un cvartal situat actual între bd. Constantin Diaconovici Loga, str. 20 decembrie 1989, bd. Mihai Eminescu și str. Patriarh Miron Cristea. Acolo, pe latura de nord, spre bd. Mihai Eminescu, s-a construit clădirea liceului, finanțată din colecte și donații ale comunității evreilor. Arhitectul a fost Gideon Neubauer (? – d. 1960, Israel). Inițial, în forma dată în funcțiune în 1923, clădirea avea un singur nivel și avea 16 săli de clasă, una de gimnastică, una de desen, un laborator de fizică și chimie, o bibliotecă cu 1600 de volume, cancelarie și biroul directorului. În 1928 clădirea a fost supraetajată. La parter funcționa gimnaziul de fete și liceul teoretic de băieți, iar la etaj Liceul Comercial (de băieți). Tot în 1928, pe latura de sud, spre bd. C.D. Loga, s-a ridicat clădirea internatului, arhitect fiind László Székely. Clădirea este realizată în stil eclectic, cu elemente din secession și clasicism. Internatul era prevăzut să găzduiască 60 de elevi.
În 1936 Ministerul Cultelor și Instrucțiunii Publice a interzis desfășurarea învățământului religios pentru elevii evrei în clădirile școlilor de stat. La 29 august 1940 guvernul Gigurtu a limitat la 6 % accesul elevilor evrei în școlile medii și în universități. Decretul-lege din 11 octombrie 1940 a exclus evreii din toate școlile de stat, lăsând însă deschisă posibilitatea înființării unor școli primare și secundare proprii, cu profesori și elevi exclusiv evrei. În aceste condiții Liceul Israelit din Timișoara și-a continuă activitatea și în perioada regimului antonescian, primind elevii excluși din alte școli. Însă în toamna anului 1940 clădirea liceului a fost rechiziționată. În 1941 la etaj s-a instalat spitalul militar german. În 1942 întregul liceu a fost evacuat, clădirea devenind sediul Chesturii Poliției Timișoara. Cursurile liceului de băieți au continuat în localul Școlii Primare Izraelite din Fabric (Str. Caragiale 1) și în incinta Sinagogii din Fabric, ale liceul comercial în curtea Sinagogii din Fabric, iar ale gimnaziului de fete în localul comunității (Str. Gheorghe Lazăr nr. 5) sau în diferite case particulare. După 23 august 1944 liceul și-a reprimit sediul și dreptul de publicitate. Liceul și-a încetat activitatea în 1948 ca urmare a reformei învățământului, prin care s-au desființat școlile particulare și confesionale, patrimoniul său fiind trecut în proprietatea statului. Până în anul 1948 liceul a funcționat cu 4 clase de gimnaziu de fete, 8 clase de liceu teoretic de băieți și 8 clase de liceu comercial de băieți. După 1948 în localul său a funcționat Liceul de Sport și Liceul de Arte Plastice.
La 24–26 decembrie 1939 Liceul Israelit din Timișoara a găzduit cea de-a XVI-a și ultima Conferință a Uniunii Naționale Evreiești din Transilvania (maghiară Erdélyi Zsidó Nemzeti Szövetség – ZsNSz)
| - Victor Deznai, 1919-1925 - Iosif Marcus, 1925-1945 - Isidor Marton, 1945-1948 | - Leopold Fleischer - Ernest Neumann - Maria Neumann - Frederic Hauben - Francisc Frucht (Ádám Anavi) - Max Eisikovits - Ferenc Radó | - Constantin Anatol - Charles Bruck - John Färber - Ezra Fleischer - Peter Freund - Ioan Holender - Sámuel Izsák - Avraham Klein - Toma George Maiorescu - Bernhard Rothenstein - István Szönyi - Ioan Taub - Ferdinand Weiss - Myriam Yardeni |

## Retrocedarea clădirilor și evoluțiile ulterioare
Prin decizia nr. 116/05.11.2003 a comisiei speciale de retrocedare a unor bunuri imobile care au aparținut cultelor religioase din România clădirile liceului au fost retrocedate fundației Caritatea, care administrează patrimoniul cultural și spiritual al  evreilor din România. Liceul de Arte Plastice își putea continua activitatea timp de 5 ani (până în 2008) plătind, conform HG nr. 224/2004, o chirie lunară de 2256,30 lei (echivalent 666 euro în 2003). Din 2008 fundația Caritatea a solicitat majorarea chiriei lunare la 31 600 euro (10 euro pentru fiecare dintre cei 3160 mp utili), contractul de închiriere fiind prelungit anual și semnat doar de conducerea liceului. De la 1 ianuarie 2011 plata chiriei a trecut în responsabilitatea primăriei, care a refuzat să plătească o sumă considerată exorbitantă, și, printr-o hotărâre a consiliului local, a hotărât mutarea liceului de arte plastice. Însă cadrele didactice și părinții elevilor au refuzat mutarea, motivele fiind depărtarea de domiciliu și spațiul insuficient din locația propusă, pe bd. Liviu Rebreanu nr. 35. Pentru a forța mutarea primăria a refuzat să plătească utilitățile liceului. Pentru a se obține banii necesari plății utilităților zeci de artiști plastici au donat lucrări care au fost vândute la licitație. Refuzul primăriei de a plăti chiria majorată a dus în februarie 2013 la o tentativă a fundației Caritatea de a o executa silit, acțiune care însă a eșuat. În caz că fundația Caritatea ar fi avut câștig de cauză, primăria intenționa să se întoarcă împotriva conducerii liceului (a directoarei și a contabilei șefe), acuzate că prin semnarea contractului de închiriere cu chiria majorată fără împuternicire din partea primăriei ar fi păgubit primăria cu suma respectivă, care la acel moment era de 500 000 euro. Liceul de Arte Plastice a fost nevoit să se mute în 2013.
Clădirea internatului este folosită de Inspectoratul Școlar Județean Timiș, care plătea fundației Caritatea o chirie lunară de 3000 euro. În caz de demolare a clădirii trebuie și el mutat. Soluția propusă este mutarea sa într-una din clădirile în care a funcționat Liceul Tehnologic Agricol Petru Botiș din Calea Aradului.

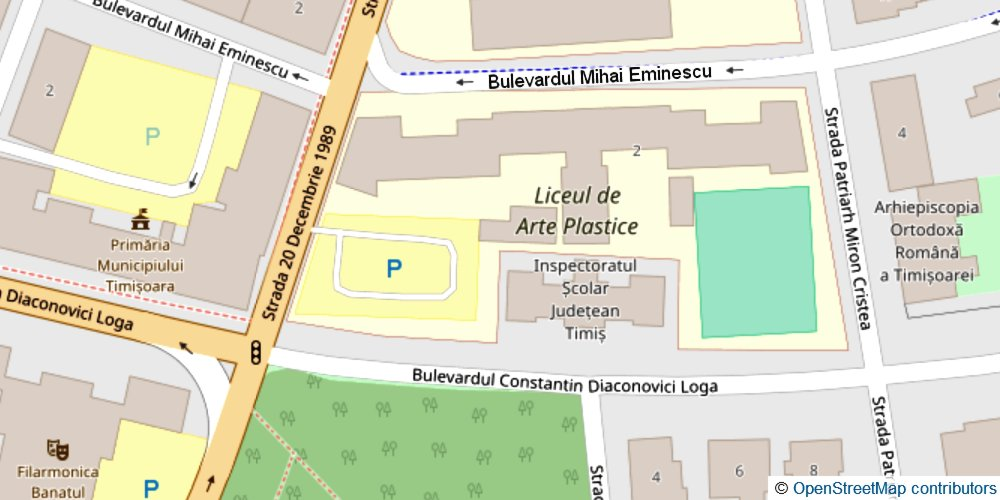
Amplasarea clădirilor liceului

Fundația Caritatea a scos proprietatea la vânzare încă din 31 decembrie 2010, însă orice cumpărător dorea doar terenul, pentru a clădi altceva. Pentru a valorifica proprietatea clădirile liceului și internatului trebuie demolate. Deși clădirile propriu-zise nu sunt clasificate drept monumente istorice, terenul este situat în zona istorică protejată „Ansamblul urban II”, cod LMI TM-II-a-B-06100. Ca urmare, în 2014 fundația Caritatea a cerut declasificarea proprietății. De asemenea, a depus la direcția urbanism a primăriei Timișoarei solicitările 2251/16.06.2015 (pentru clădirea internatului) și 2252/16.06.2015 (pentru clădirea liceului) prin care solicita aprobarea desființării (demolării) clădirilor.

Aripa de vest a Liceului, unde se dorește lărgirea străzii

Primăria Municipiului Timișoara dorește lărgirea străzii 20 decembrie 1989 de la trei la patru benzi de circulație, în vederea fluidizării circulației între inelele 1 și 2 ale Timișoarei. În acest scop are nevoie de o fâșie de teren de c. 400 mp, pe care actual este clădită aripa de vest a liceului. Primăria a mai încercat să obțină demolarea acestei aripi în 2013, însă a întâmpinat opoziția elevilor și profesorilor de la Liceul de Arte Plastice, precum și a părinților elevilor. Primăria, care are dreptul de preemțiune la înstrăinarea imobilelor, nu este interesată de clădiri și este de acord cu demolarea lor, însă, pentru facilitarea demersurilor necesare solicita ca fundația Caritatea să-i doneze fâșia de teren necesară lărgirii străzii 20 decembrie 1989. Ministerul Culturii a dat avizul pentru intervenții în zonă.
În 2014 fundația Caritatea a vândut proprietatea cu 5 milioane de euro pentru cei 8365 mp de teren și 4764 mp construiți. Noul proprietar dorește să valorifice proprietatea printr-un proiect cu procent de ocupare al terenului (POT) și coeficient de utilizate al terenului (CUT) cât mai mari și a prezentat 3 variante, dar în toate se propune demolarea ambelor clădiri și a anexelor lor.

Proiectul SC Studium Green SRL

La 16 ianuarie 2017 la Primăria Municipiului Timișoara a fost înregistrată documentația depusă de SC Studium Green SRL din Cluj-Napoca pentru obținerea avizului Comisiei Tehnice și de Amenajare a Teritoriului pentru obiectivul „Mixed Use – Zona Centrală, Timișoara”. La 26 ianuarie 2017 primăria Timișoarei a făcut public prin afișare proiectul propus de SC Studium Green SRL, proiectant SC Andreescu & Gaivoronschi SRL, în vederea discuției publice a intenției de elaborare a planului urbanistic zonal (PUZ). Proiectul propus, întocmit de prof. dr. arh. Vlad Gaivoronschi și prof. dr. arh. Ioan Andreescu prevedea o zonă cu funcțiuni mixte: birouri administrative, inclusiv a afacerilor, birouri financiar-bancare, spații de locuire colectivă (nn. hotel), comerciale, culturale, de turism și parcări publice și private, pe o suprafață de 8365 mp. Se propunea ca pe întreaga suprafață (POT de 100 %) să se realizeze o construcție unitară din beton și sticlă, în regim de parter și mezanin pe toată suprafața și zone largi cu 5 etaje (regim de înălțime P+5), iar spre vest, vizavi de primărie, un bloc cu 10 etaje (P+10), rezultând o suprafață construită desfășurată de 31 600 mp (de exact 10 ori mai mare decât suprafața actuală), ceea ce corespunde cu un CUT de 3,95 raportat la suprafața de 8000 mp a terenului după cedarea fâșiei necesare lărgirii străzii 20 decembrie 1989. În documentație proiectanții argumentau că din punct de vedere urbanistic clădirea liceului nu se încadrează în specificul zonei, dar proiectul propus, da.
Asociația Culturală Salvați Patrimoniul Timișoarei și arhitecții din cadrul filialei Timiș a Ordinului Arhitecților România au reacționat față de acest proiect, cerând dezbatere publică. În urma acestor proteste la 8 februarie SC Studium Green SRL a cerut anularea examinării proiectului, în vederea examinării și a altor variante. Primarul Timișoarei, Nicolae Robu, este de acord să organizeze dezbateri publice pentru proiectele viitoare. Se dorește păstrarea cel puțin a clădirii internatului.
O propunere ulterioară prevede o clădire plasată în diagonală, cu păstrarea clădirii internatului și a unei mici porțiuni din aripa de vest a liceului, propunere susținută de parteneriatul dintre Primăria Municipiului Timișoara și Fundația Caritatea. Însă Ordinul Arhitecților din România nu este de acord nici cu acest proiect, deoarece încalcă regimul Planului Urbanistic General, care prevede că „pentru clădirile cu funcțiuni deosebite și aflate în poziții urbane privilegiate (dominante), prin PUZ (nn. Planul Urbanistic Zonal) se pot stabili regimuri de înălțime mai mari, fără a depăși 25 m în punctul cel mai înalt, pe o lungime de fațadă de cel mult o treime din totalul lungimii de fațadă către domeniul public” și cere administrației publice să nu permită modificarea zonei istorice protejate mai mult decât prevăd reglementările în vigoare.

Internatul liceului (Inspectoratul Școlar Județean Timiș) în 2017
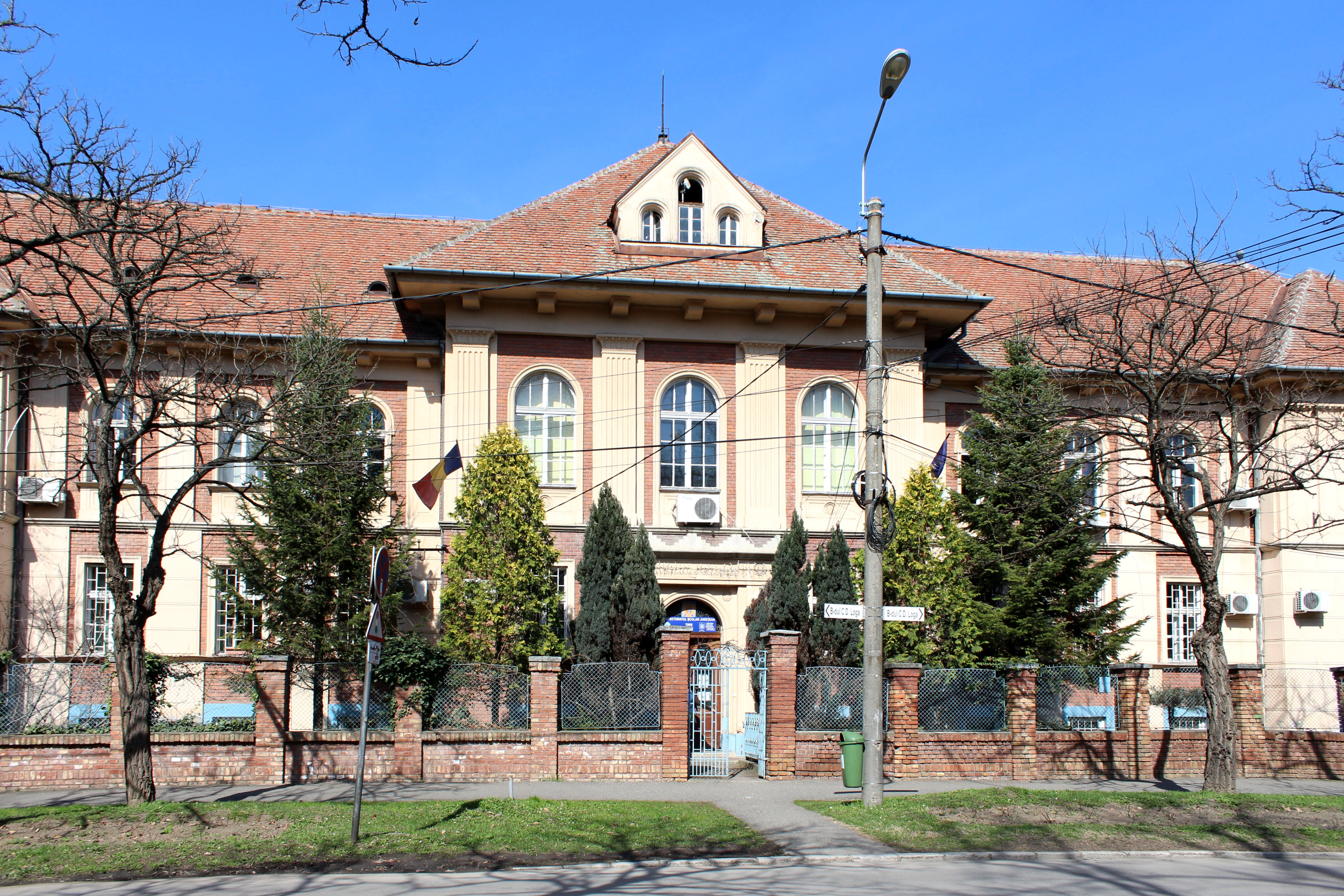
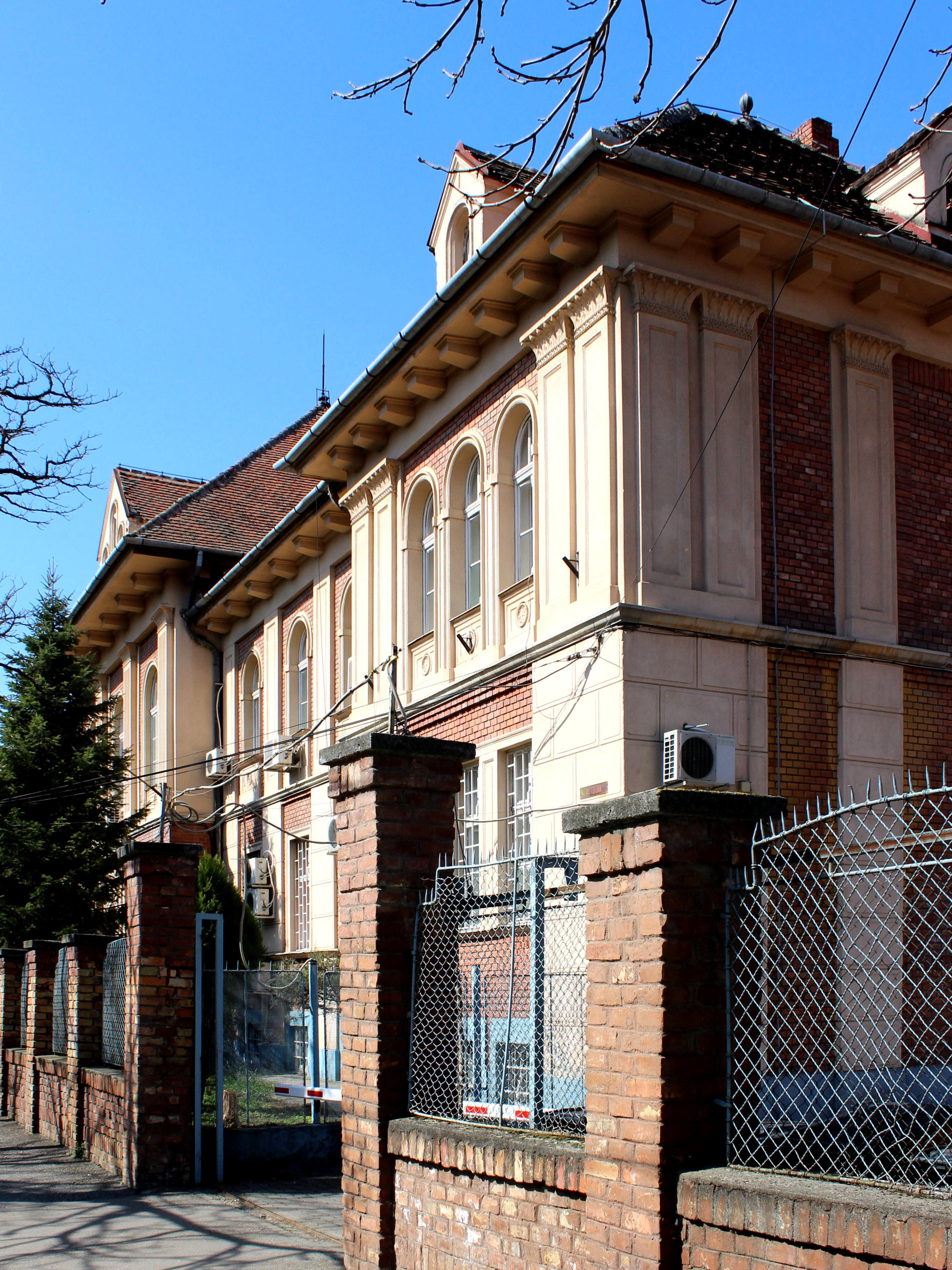
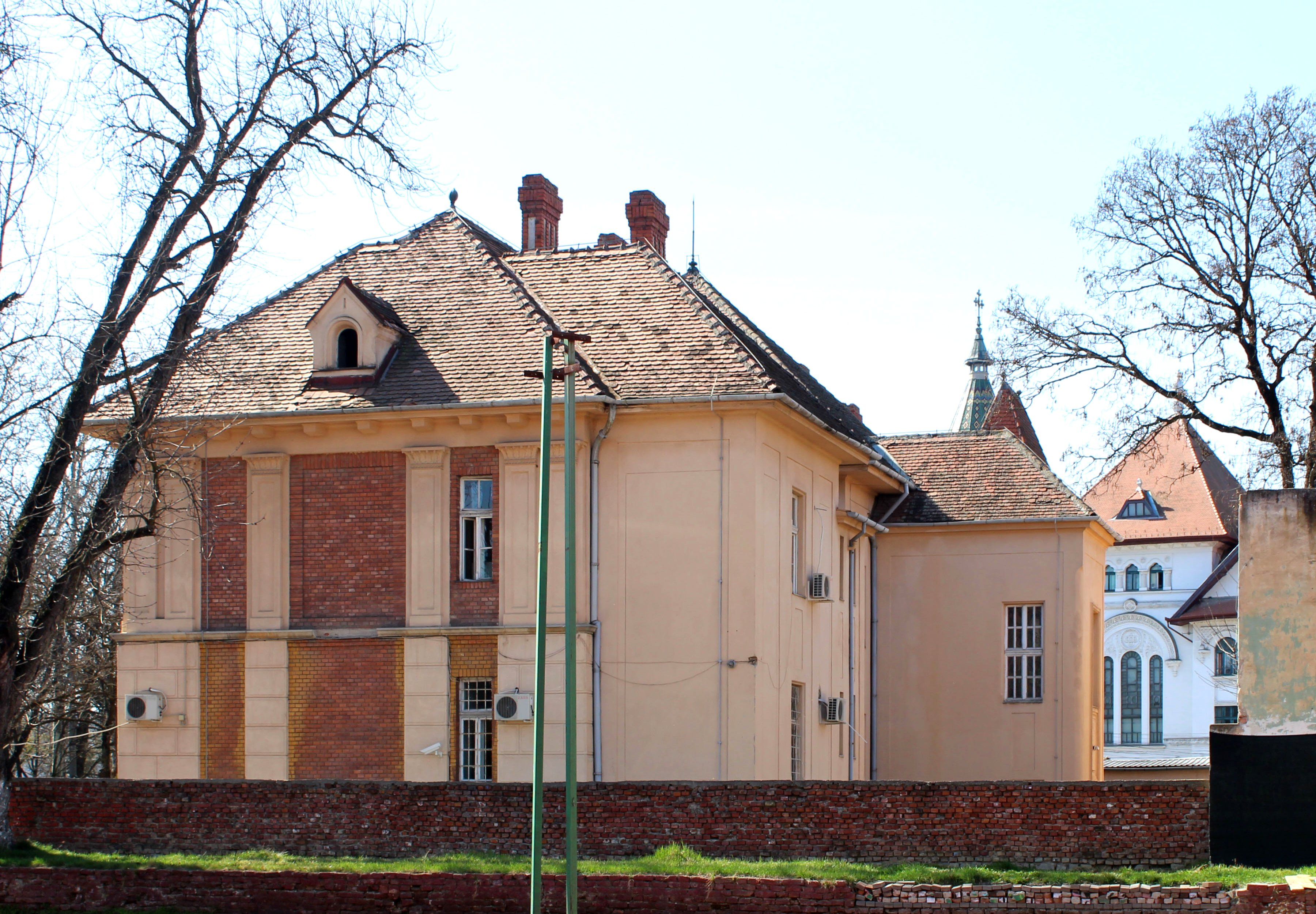
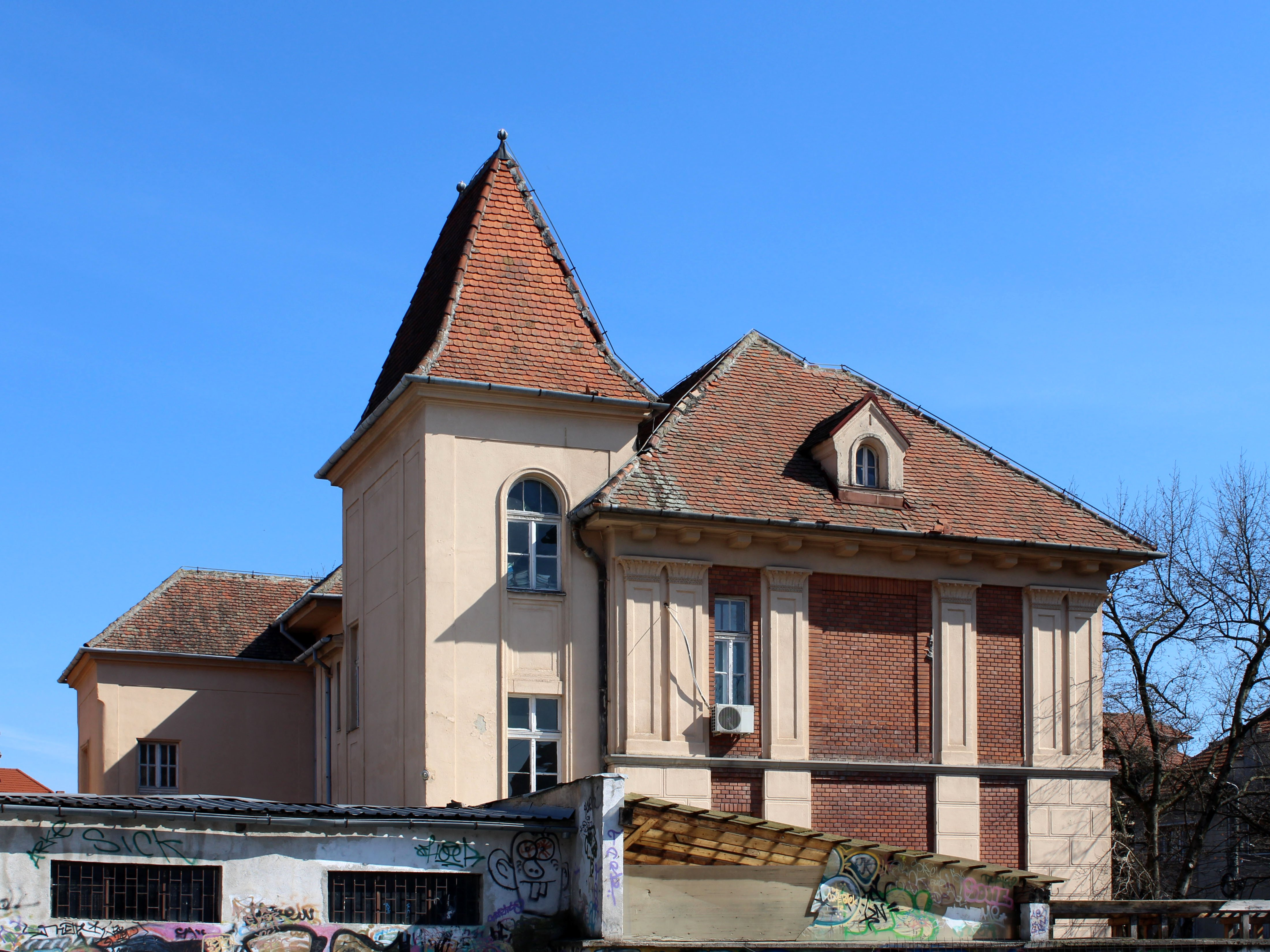
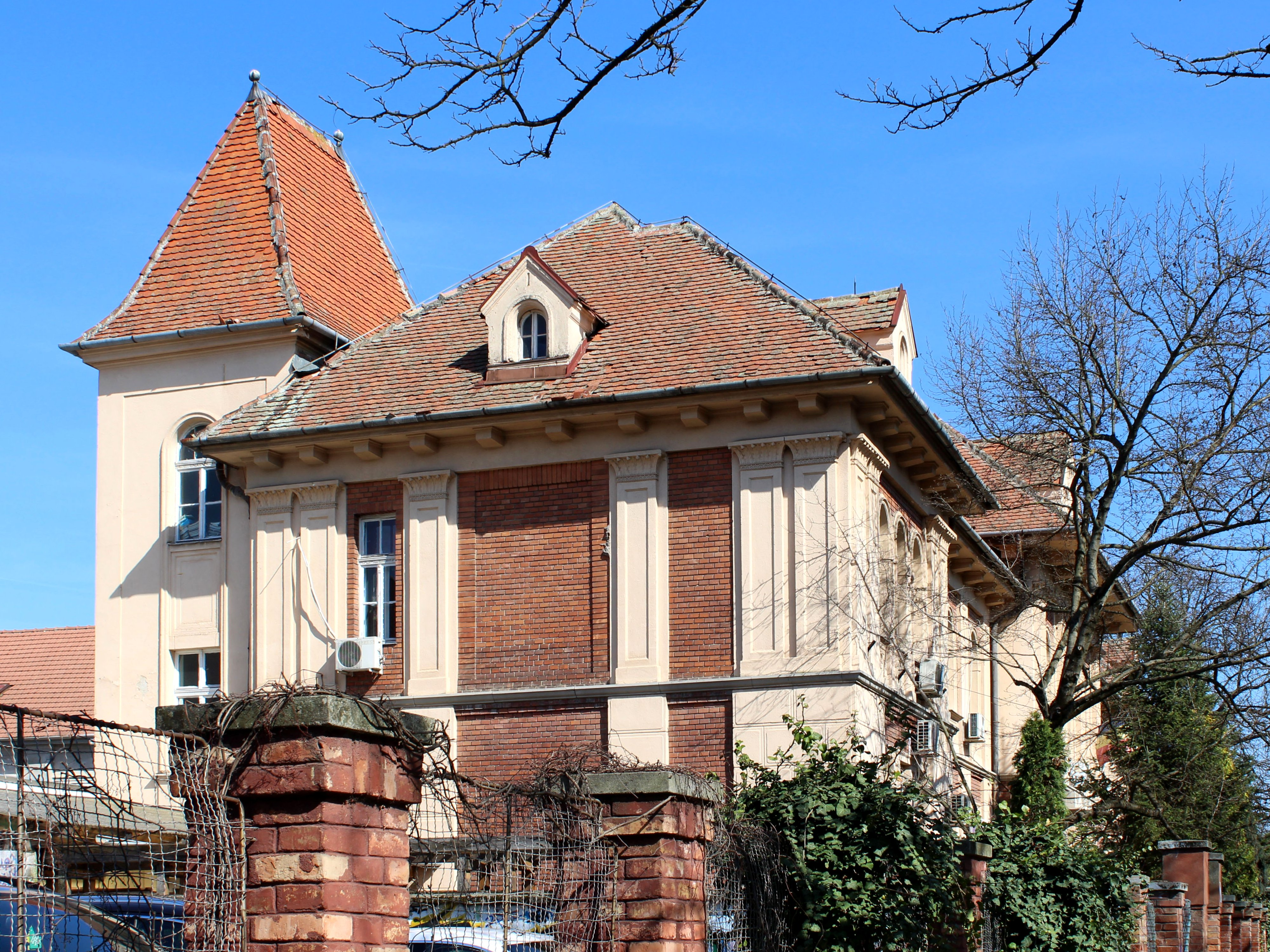